# Turmhügel Mitterfischen
Der Turmhügel Mitterfischen bezeichnet eine abgegangene hochmittelalterliche Turmhügelburg (Motte) neben der Kirche in Mitterfischen, einem Ortsteil der Gemeinde Pähl im Landkreis Weilheim-Schongau in Bayern. Heute ist die Stelle als Bodendenkmal D-1-8032-0052 „Turmhügel des hohen und späten Mittelalters“ vom Bayerischen Landesamt für Denkmalpflege erfasst.
Von der ehemaligen Mottenanlage hat sich nur der Turmhügel erhalten. Er liegt am Ende der Straße Am Römerhügel, etwa 85 Meter nördlich der katholischen Filialkirche St. Pankratius in Mitterfischen.